# Nya Lidköpings-Tidningen
Nya Lidköpings-Tidningen (NLT) är en oberoende liberal morgontidning som utges i Lidköping med omnejd.
Tidningen ägdes tidigare av familjen Hörling som grundade tidningen den 3 april 1903. Familjens sista chefredaktör och ansvarig utgivare var Anders Hörling. Tidigare hade hans far Lennart, hans farfar Folke och hans farfars far Axel Hörling också varit det.
Tidningen utkommer måndagar, onsdagar och fredagar med en upplaga på 21400 exemplar. Nya Lidköpings-Tidningen trycks sedan 1 mars 2006 i tabloidformat.
Nya Lidköpings-Tidningen ägdes tidigare av familjen Hörlings Lidköpingspress AB men såldes i slutet av 2018 till NWT-gruppen. Den främsta orsaken till försäljningen var enligt Anders Hörling den snabba omställningen i mediebranschen. Övertagandet skedde i januari 2019 och då blev Calle Sundblad ansvarig utgivare och chefredaktör. Sedan den 1 oktober 2023 är det Malin G Pettersson som tagit över som chefredaktör och ansvarig utgivare efter Calle Sundblad.